# Éric Barbier
Éric Barbier (Aix-en-Provence, 29 giugno 1960) è un regista e sceneggiatore francese.

## Biografia
Éric Barbier, nato nel 1960 ad Aix-en-Provence nel dipartimento francese delle Bocche del Rodano, ha frequentato dal 1979 il rinomato Institut des hautes études cinématographiques (IHDEC) di Parigi, dove ha realizzato diversi cortometraggi, tra cui Saint merry La malediction (1980), Sanghaï (1981) e La face perdue (1982). Lì incontrò anche i registi e sceneggiatori Eric Rochant e Arnaud Desplechin, che avevano più o meno la stessa età. Dopo essersi diplomato all'IHDEC, ha lavorato al cortometraggio di Rochant Comme les doigts de la main nel 1984. Durante questo periodo ha anche lavorato come assistente in spot pubblicitari per registi come Howard Guard e Tony Scott.
Nel 1991, come regista indipendente, ha diretto il film drammatico francese Le brasier, con Maruschka Detmers e Jean-Marc Barr, che trattava della vita degli immigrati polacchi nelle miniere di carbone nel nord della Francia negli anni '30; Barbier ha vinto l'ambito Premio Jean Vigo come miglior regista per questo film nel 1991. Ha scritto la sceneggiatura insieme a suo fratello Jean-Pierre Barbier. La musica del film è stata composta da Frédéric Talgorn. Nel 1993, Barbier ha girato Les Années Lycée, uno speciale televisivo sul periodo parigino del 1968. Poi, nel 1995, ha collaborato con il Ministero francese della Cultura e della Cooperazione su quattro film realizzati da studenti libanesi.
Con la coproduzione franco-spagnola Toreros, nel cui cast vi erano Olivier Martinez e Claude Brasseur, ha realizzato nel 2000 un dramma sulla vita di un torero. Nel 2006 Barbier ha invece diretto e sceneggiato Le serpent, con Yvan Attal, Clovis Cornillac e Pierre Richard nei ruoli principali di questo thriller psicologico. Barbier ha scritto la sceneggiatura del film basato su un romanzo dello scrittore britannico Ted Lewis.
Nel 2014, Barbier ha creato un'altra produzione cinematografica con il dramma Le dernier diamant con gli attori Yvan Attal, Bérénice Bejo e Jean-François Stévenin. Suo fratello minore, il compositore Renaud Barbier (n. 1969), ha contribuito lavorando alla colonna sonora delle sue produzioni cinematografiche Toreros e Le serpent, come ha poi fatto per La promessa dell'alba (2017).

## Filmografia
Regista
- Le brasier (1991)
- Toreros (2000)
- Le serpent (2006)
- Le dernier diamant (2014)
- La promessa dell'alba (La promesse de l'aube) (2017)
- Petit Pays (2020)
- Teo e Zodì - Un cammello per amico (2023)

Sceneggiatore
- Le brasier (1991)
- Toreros (2000)
- Le serpent (2006)
- Le dernier diamant (2014)
- La promessa dell'alba (La promesse de l'aube) (2017)
- Pris de court regia di Emmanuelle Cuau (2017)
- Petit Pays (2020)

Attore
- Le Péril jeune, regia di Cédric Klapisch (2014